# Pestalotiopsis bicolor
Pestalotiopsis bicolor är en svampart som först beskrevs av Ellis & Everh., och fick sitt nu gällande namn av A.R. Liu, T. Xu & L.D. Guo 2006. Pestalotiopsis bicolor ingår i släktet Pestalotiopsis och familjen Amphisphaeriaceae.   Inga underarter finns listade i Catalogue of Life.